# Hongwell
Hongwell (ook wel Cararama) is een merk modelauto's afkomstig uit Hongkong. Het bedrijf is in 1995 opgericht. De modellen staan bekend om hun goede proporties voor een lage prijs.

## Schalen
Hongwell maakt modellen in de schaal 1:72 (ongeveer schaal 00). Buiten het Verenigd Koninkrijk en Ierland werd in deze schaal nauwelijks geproduceerd, Hongwell heeft het buiten deze landen populair gemaakt. Merken als Yatming volgden ook in deze schaal.
Daarnaast produceert het ook 1:43, 1:32 en 1:24 modellen. Men maakt ook trucks in afwijkende schalen.

## Merknamen
Hongwell gebruikt niet alleen de merknaam Hongwell, maar ook Cararama en produceert voor Abrex, Schuco en Corgi.

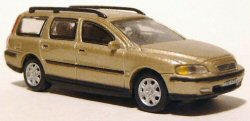
Hongwell modelauto van een Volvo V70